# Justin Huish
Pour les articles homonymes, voir Huish.
Justin Grant Huish (né le 9 janvier 1975 à Fountain Valley, en Californie) est un archer américain.

## Biographie
Justin Huish commence le tir à l'arc à l'âge de 14 ans, alors que ses parents vendent leur magasin spécialisé dans ce sport à Simi Valley. Il intègre l'équipe olympique américaine de tir à l'arc à 18 ans et dispute les Jeux olympiques d'été de 1996 se tenant à Atlanta. Il y remporte deux médailles d'or dans les épreuves individuelles et par équipes.